# La Huerta (kommun)
La Huerta är en kommun i Mexiko.   Den ligger i delstaten Jalisco, i den södra delen av landet, 600 km väster om huvudstaden Mexico City. Antalet invånare är 20 161.
Följande samhällen finns i La Huerta:
- La Huerta
- Las Juntas
- Apazulco
- El Rebalsito de Apazulco
- La Conchita
- Cofradía
- Los Árboles
- Nacastillo
- La Mesa
- Los Ranchitos